# Taşköprü
Taşköprü là một huyện thuộc tỉnh Kastamonu, Thổ Nhĩ Kỳ. Huyện có diện tích 1811 km² và dân số thời điểm năm 2007 là 41424 người, mật độ 23 người/km².